# Dracaenura leucoprocta
Dracaenura leucoprocta là một loài bướm đêm trong họ Crambidae.